# Dumbrăveni (Costanza)
Dumbrăveni è un comune della Romania di 594 abitanti, ubicato nel distretto di Costanza, nella regione storica della Dobrugia.
Il comune è formato dall'unione di 2 villaggi: Dumbrăveni e Furnica.